# Selenaspidus schultzei
Selenaspidus schultzei är en insektsart som först beskrevs av Robert Newstead 1912.  Selenaspidus schultzei ingår i släktet Selenaspidus och familjen pansarsköldlöss. Inga underarter finns listade i Catalogue of Life.